# Chenopodium capitatum
Chenopodium capitatum là loài thực vật có hoa thuộc họ Dền. Loài này được (L.) Asch. mô tả khoa học đầu tiên năm 1864.